# نيوم
نيوم (بالإنجليزية: NEOM) هو مشروع سعودي لمدينة مخطط لبنائها، أطلقه الأمير محمد بن سلمان آل سعود، ولي العهد و رئيس الوزراء السعودي في يوم الثلاثاء 4 صفر 1439 هـ الموافق 24 أكتوبر 2017 ويقع المشروع في أقصى شمال غرب المملكة العربية السعودية بـإمارة منطقة تبوك محافظة ضباء، ويمتد على مسافة 460 كم على ساحل البحر الأحمر.
يهدف المشروع ضمن إطار التطلعات الطموحة لرؤية 2030 بتحويل المملكة إلى نموذجٍ عالمي رائد في مختلف جوانب الحياة، من خلال التركيز على استجلاب سلاسل القيمة في الصناعات والتقنية داخل المشروع وسيتم الانتهاء من المرحلة الأولى لـ«نيوم» بحلول عام 2025 م.
تم دعم المشروع من قبل صندوق الاستثمارات العامة السعودي بقيمة 500 مليار دولار، والمستثمرين المحليين والعالميين.
حيث تتجاوز تكاليف المشروع المقدرة 8.8 تريليون دولار أمريكي (أكثر من 25 ضعف الميزانية السعودية السنوية). في 29 يناير 2019، أعلنت الحكومة السعودية أنها أنشأت شركة مساهمة مغلقة باسم نيوم. الشركة المخصصة حصريًا لتطوير المنطقة الاقتصادية في نيوم، مملوكة بالكامل لصندوق الاستثمارات العامة. وستعمد الشركة إلى إنشاء مدن جديدة وبنية تحتية كاملة للمنطقة تشمل ميناءًا، وشبكة مطارات، ومناطق صناعية، ومراكز للإبداع لدعم الفنون، ومراكز للابتكار تدعم قطاع الأعمال، إضافة إلى تطوير القطاعات الاقتصادية المستهدفة.
وفي أكتوبر 2018 أعلن الرئيس التنفيذي للمشروع المهندس نظمي النصر عن تشغيل أول مطار في نيوم قبل نهاية 2018، ثم تسيير رحلات إسبوعية إليه مع بداية عام 2019، على أن يكون المطار واحدا من شبكة مطارات عدة سيتضمنها المشروع. وقد استقبل المطار الذي يحمل رمز مطار منظمة الطيران المدني الدولي والواقع في «شرما» أول رحلة للخطوط السعودية في 10 يناير 2019، عبر طائرتين تجاريتين من طراز إيرباص (آيه 320) تقلان 130 موظفا في المشروع.
يرأس المشروع حاليا المهندس أيمن المديفر بعد أن عُيّن في نوفمبر 2024. (2024–)

## الموقع
يقع المشروع في أقصى شمال غرب السعودية (منطقة تبوك)، يحده البحر الأحمر من الغرب على امتداد 460 كم.
ويضم المشروع مساحة ألف كيلو من مصر في أراضي جنوب سيناء وتقع المنطقة شمال غرب المملكة، على مساحة 26.5 ألف كيلو متر مربع، وتطل من الشمال والغرب على البحر الأحمر و خليج العقبة بطول 468 كيلو مترًا، ويحيط بها من الشرق جبال بارتفاع 2500 متر، ويسمح موقع المشروع بين القارات الثلاث لـ70 في المائة من سكان العالم للوصول إلى الموقع خلال ثماني ساعات كحد أقصى.

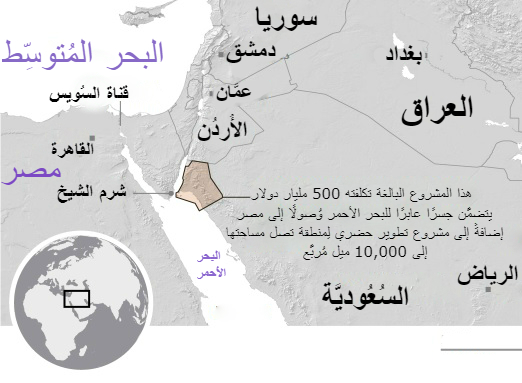
موقع مشروع نيوم في شمال غرب المملكة ويطل على خليج العقبة والبحر الأحمر

## التسمية
قسَّمت الكلمة إلى جزأين: الأول يشمل حروف (NEO) التي تعني بالإغريقية كلمة «جديد»، والثاني حرف (M) أي منفصلًا، ويشير بالعربية إلى كلمة «مستقبل»؛ أي أن (NEOM) كاملة تعني المستقبل الجديد. كما يشار لها بالعامية «نويسا» وذلك اختصارًا للمصطلح الإنجليزي "North West Saudi Arabia" وهي إشارة إلى موقعها في شمال غرب المملكة.

## «نيوم» أول مدينة رأسمالية في العالم
- تعد «نيوم» المشروع السعودي الأضخم، أول مدينة رأسمالية في العالم، تمتد بين 3 دول «السعودية والأردن ومصر» باستثمارات نصف تريليون دولار بدعم من صندوق الإستثمارات العامة.
- من المخطط أن تصبح أحد أهم العواصم الاقتصادية والعلمية العالمية.
- يعد موقعها الاستراتيجي محورًا يربط القارات الثلاث (آسيا وأوروبا وأفريقيا)، حيث بإمكان 70% من سكان العالم الوصول للموقع خلال 8 ساعات كحد أقصى.
- يركز مشروع «نيوم» على 9 قطاعات استثمارية متخصصة وتشمل: مستقبل الطاقة والمياه، ومستقبل التنقل، ومستقبل التقنيات الحيوية، ومستقبل الغذاء، ومستقبل العلوم التقنية والرقمية، ومستقبل التصنيع المتطور، ومستقبل الإعلام والإنتاج الإعلامي، ومستقبل الترفيه، ومستقبل المعيشة.
- من المتوقع أن تبلغ مساهمة «نيوم» بالناتج المحلي السعودي في 2030، بنحو 100 مليار دولار.
- من المقرر أن يتم انتهاء العمل بالمرحلة الأولى من المنطقة الاقتصادية في 2025، حيث ستدرج في الأسواق المالية، فيما سيجري الطرح العام الأولي قبل 2030.[17]
- بتاريخ 9 سبتمبر 2018، أعُلن عن بدء عمليات المسح البيئي والأثري والجيولوجي في موقع المشروع.[18]

## المناطق
| المنطقة  | الشعار | الإعلان        |
| -------- | ------ | -------------- |
| ذا لاين  |        | 10 يناير 2021  |
| أوكساجون |        | 16 نوفمبر 2021 |
| تروجينا  |        | 3 مارس 2022    |
| سندالة   |        | 5 ديسمبر 2022  |
| مقنا     |        | 5 يونيو 2024   |

### ذا لاين
ذا لاين هو مشروع لسلسلة من المجتمعات الإدراكية المترابطة والمعززة بالذكاء الاصطناعي خالية من الانبعاثات الكربونية مخطط لبنائها في نيوم. أعلن عنها الأمير محمد بن سلمان ولي العهد السعودي ورئيس مجلس إدارة شركة نيوم في 10 يناير 2021. والذي أوضح أن عدد سكان المدينة سيبلغ تسعة ملايين نسمة وتحافظ على 95٪ من الطبيعة داخل نيوم، بدون سيارات، وشوارع.

### أوكساجون
أُعلن عن أوكساجون كمجمع صناعي عائم على شكل مثمن. وفقًا للإعلان، سيقع المشروع على بعد حوالي 25 كيلومتر (16 ميل) شمال مدينة ضبا، ويغطي حوالي 200–250 كيلومتر مربع (77–97 ميل2) من الأرض، منها حوالي 40 كيلومتر مربع (15 ميل2) تُشكل المدينة. تم تصميم أوكساچون للتركيز على التصنيع والبحث والتطوير الصناعي. تشمل خطط المجمع محطة لتحلية المياه، ومحطة للهيدروجين، ومركزًا لأبحاث علوم المحيطات. سيكون أيضًا موطنًا للشركة المعرفية متعددة الجنسيات "تونوموس" (التي كانت تُعرف في الأصل باسم شركة نيوم للتقنية والرقمية)، وهي أول شركة تابعة تتطور من نيوم.
في 16 ديسمبر 2022، وقّعت وزارة الصناعة والثروة المعدنية، والهيئة السعودية للمدن الصناعية ومناطق التقنية ("مدن")، وشركة نيوم مذكرة تفاهم بهدف تعزيز التعاون ووضع التشريعات الداعمة لبرنامج مصانع المستقبل التابع لنيوم.

### تروجينا
في 3 مارس 2022، أُطلق مشروع تروجينا، الذي يخطط أن يكون أول وجهة رئيسية للتزلج في الهواء الطلق في شبه الجزيرة العربية. يقع موقع المشروع على بعد حوالي 50 كيلومتر (31 ميل) من ساحل خليج العقبة في جبال السروات، بارتفاعات تتراوح بين 1,500–2,600 متر (4,900–8,500 قدم). يتميز مناخ الموقع ببرودة أكثر من بقية المواقع في نيوم. أُعلنت شركة "إينسمور"، وهي شركة متخصصة في أسلوب الحياة والضيافة، كشريك افتتاحي بعلاماتها التجارية "فنادق 25 ساعة" و "مورغانز أوريجينالز". في سبتمبر 2023، صممت شركة "زها حديد المعمارية" ناطحة سحاب يبلغ ارتفاعها 330 مترًا (1080 قدمًا) لتروجينا، والتي ستقف على جبل يطل على بحيرة اصطناعية. أظهرت التصميمات لناطحة السحاب، التي سيتم ربطها بتطوير الواجهة المائية بواسطة تلفريك، هيكلًا بلوريًا مصنوعًا من أعمدة عديدة تضيق نحو القمة.

### سندالة

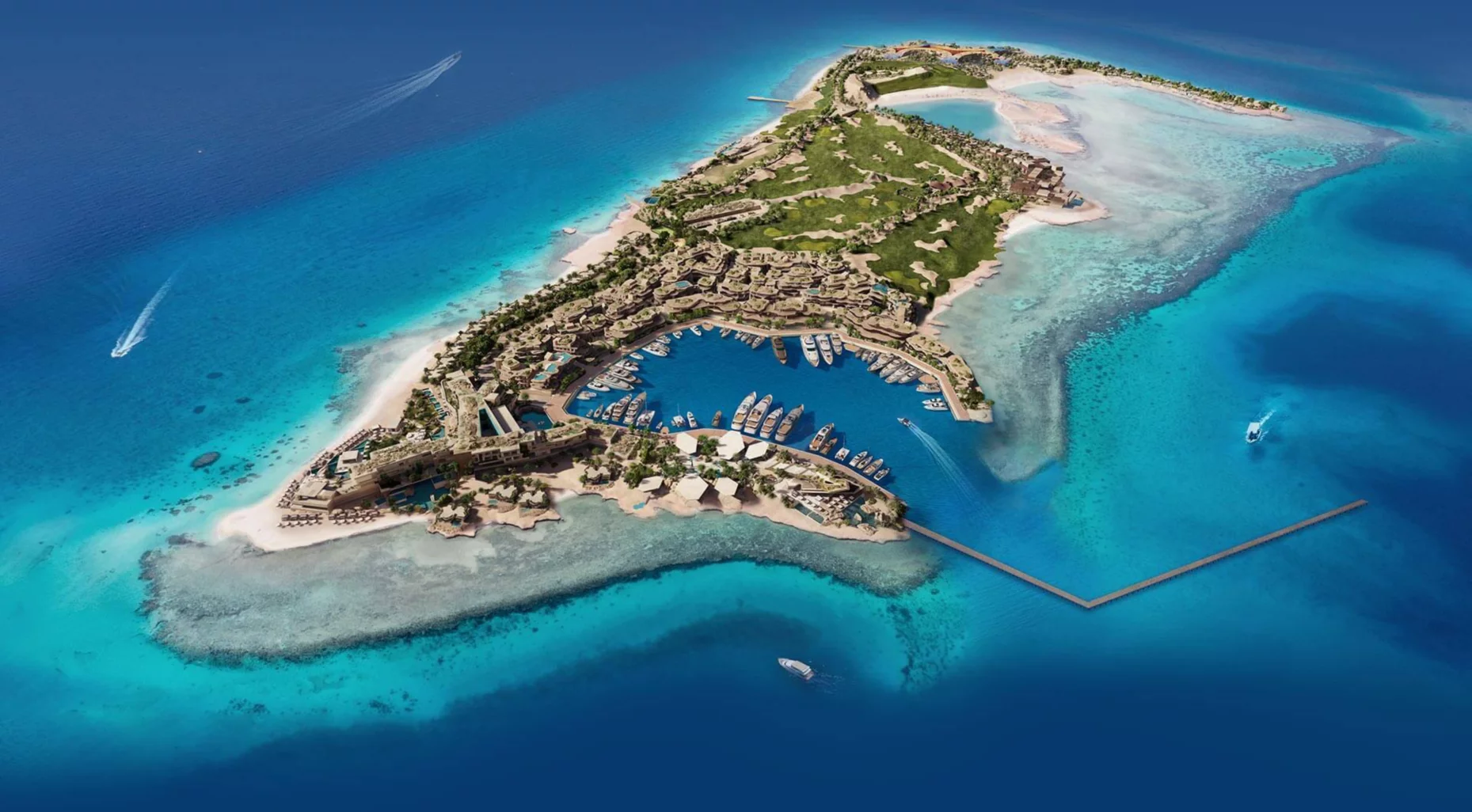
منتجع سندالة

في ديسمبر 2022، كشفت نيوم عن خططها لإنشاء سندالة، وهو منتجع فاخر يمتد على مساحة ضخمة تبلغ 1,100,000 ياردة مكعبة قبالة ساحل المدينة. ويضم المنتجع مرسى يتسع لـ 86 قاربًا وثلاثة فنادق فاخرة، مع قدرة استيعابية تصل إلى 2,400 زائر يوميًا. تم إنشاء ملعب جولف مكون من تسعة حفر مطل على البحر في عام 2023. وفي أكتوبر 2024، افتتحت سندالة رسمياً أبوابها للزوار.

### مقنا
أعلن مجلس إدارة نيوم عن مشروع مقنا بتاريخ 5 يونيو 2024، منطقة نيوم الساحلية للسياحة الفاخرة على ساحل خليج العقبة، والذي يمثل إضافة نوعية إلى محفظة المشاريع السياحية الرائدة والمستدامة التي يجري تطويرها في نيوم. ويضم المشروع 12 وجهة رئيسية، وهي: "ليجا" و"إبيكون" و"سيرانا" و"أوتامو"، و"نورلانا"، و"أكويلم"، و"زاردون"، و"زينور"، و"الانان"، و"قيدوري"، و"تريام"، و"جاومور".
ويُجسد مقنا بموقعه الفريد، وتنوعه البيئي، ونموذجه المبتكر، وجهةً عالميةً للسياحة الطبيعية، تدعم الاستراتيجية الوطنية للسياحة، وتسهم في تحقيق رؤية السعودية 2030، الرامية إلى دفع عجلة النمو والتنويع الاقتصادي، كما يعكس تقدم وتسارع أعمال البناء والتطوير في نيوم.

### مطار خليج نيوم
في يونيو 2019، أُعلن أن مطار خليج نيوم سيبدأ حركة الطيران التجاري بعد الانتهاء من المرحلة الأولى من المطار بمدرج يبلغ طوله 3757 مترًا (12326 قدمًا). كانت أول رحلة تجارية لشركة الخطوط السعودية من الرياض. تم تسجيل المطار المُخطط له من قبل الاتحاد الدولي للنقل الجوي (IATA) بالرمز NUM.

## منطقة العمال السكنية
تضم المنطقة مبدئيا 3 مجمعات سكنية تتسع كل واحدة منها لـ 10 آلاف عامل على أن تستوعب مستقبلا أكثر من 100 ألف عامل، بهدف تسهيل انتقال أعمال الإنشاءات إلى أرض المشروع.

## المشاريع الاقتصادية

### الطاقة والمياه
ستلبي نيوم جميع احتياجاتها من المياه بواسطة التحلية باستخدام تقنيات ثورية مستدامة خالية من الكربون، تمدّها الطاقة المتجددة بنسبة 100%. وبما أن هذه العملية تخلف محلولاً ملحياً يمكن الاستفادة منه باستخراج المواد الكيميائية والمعادن عالية القيمة لاستخدامها في الصناعة، فإنها تسعى لاستخدام المعالجة المتكاملة لمياه البحر لاستعادة الموارد (المعروفة بنظام FIRRST)، وهو الأول من نوعه عالمياً. وسيُعاد تدوير مياه الصرف الصحي بنسبة 100% لاستخدامها في الري، لذا فإن نيوم مصممة على استعادة جميع الموارد من مياه الصرف الصحي والجوامد الحيوية والسليلوز والغازات الحيوية والمغذيات والحصى، من أجل استخدامها في الطاقة والبناء والزراعة وتنسيق الحدائق.
ولن يقف الأمر هنا، فمياه الصرف الصحي ستُعالج لجمع السِليلوز والمُغذيات والغازات الحيوية والحصى من أجل استخدامها في البناء والزراعة والصناعة وتنسيق الحدائق. كما سيُعاد تدوير مجاري مياه الأمطار الموسمية عبر تقنية الأرض الرطبة وطرق التدوير الأخرى.

### التنقل
يربط قطاع التنقُّل في نيوم بين الأفراد والخدمات، بهدف إنشاء نظام نقل عام ذكي ومشترك ومستدام، يعمل بالطاقة المتجددة.

#### خدمات التنقُّل المائي
السيارات المائية هو استثمار بين صندوق نيوم للاستثمار، وشركة ريجنت المتخصصة في صناعة الطائرات المائية الكهربائية، ومقرها الولايات المتحدة الأميركية، وتلتزم شركة "ريجنت" في إطار هذه الشراكة بإنشاء مركزٍ للأبحاث والتطوير والتدريب على مستوى الشرق الأوسط، بهدف تسريع الابتكار في مجال الطائرات المائية الكهربائية. لتعزيز قدرات نيوم في قطاع التنقل المائي والمستدام، وتمكنها من تقديم خدمات متطورة لنقل الركاب بالطائرات المائية في المنطقة، إضافة إلى دفع الابتكار وتسريع التقدم التقني في شركة "ريجنت".
تتميز الطائرات المائية بكونها تجمع بين سرعة التنقل جواً، وسهولة وراحة الإبحار في القوارب، فهي تطفو عند الرصيف البحري، وتبحر فوق الأمواج، ثم تبدأ بالتحليق فوق المياه بسرعات تصل إلى 180 ميلاً في الساعة (289 كيلومتراً في الساعة)، حيث تعد الطائرة المائية الأهم لدى "ريجنت" والتي تحمل اسم "فايسروي Viceroy"، وتستوعب 12 راكباً، وتوفر الراحة وتجربة سفر استثنائية للركاب.

#### السيارات
تتمتع مظلات الألواح الشمسية في موقف السيارات في نيوم بسعة تخزينية تبلغ 15 ميغاواط/ساعة، مع حصاد للطاقة عند الذروة يبلغ 1 ميغاواط. كما عززت نيوم بنيتها المستدامة بخمس محطات شحن شمسية متنقلة، وأكثر من 160 نقطة شحن كهربائية منتشرة في جميع أنحاء المنطقة، لخدمة السيارات والحافلات.

### التقنيات الحيوية
عن طريق الاهتمام بالأبحاث التقنيّة الحيويّة، وتقديم العلاج الجيني وعلم الجينيوم وأبحاث الخلايا الجذعية وتقنية النانو الحيوية والهندسة الحيوية.

### الغذاء
عن طريق إيجاد حلول لإنتاج أغذية طازجة بدون استخدام الماء، وتصفية مياه البحر لجعلها صالحة للشرب.
وفي 10 ديسمبر 2023 أعلنت شركتها الغذائية "توبيان"، لإنشاء أنظمة غذائية مستدامة تهدف إلى إعادة تعريف طرق إنتاج الغذاء.

### التصنيع المتطور
لن يقتصر التصنيع في نيوم على تقنية النانو والطباعة الثلاثية الأبعاد والحساسات وإنترنت الأشياء والمركبات الكهربائية والإنسان الآلي والمواد المتجددة، بل سيشمل حلول التنقل الذكية بدءًا من القيادة الذاتية وحتى الطائرات ذاتية القيادة والأنظمة المرورية ذاتية التعلم.

### الإعلام والإنتاج الإعلامي
من خلال إنشاء بيئة مميزة لأصحاب الكفاءات والمهارات، لتكون نيوم مكانًا مناسبًا لكافة أنواع الإنتاج.

### الترفيه
عن طريق إنشاء عدد كبير من الملاعب والمسارح وقاعات الفنون البصريّة، والمطاعم والأسواق العالمية.وفي 13 ديسمبر 2023 أعلنت "نيوم" السعودية تطوير "أوتامو" لتكون أحدث وجهاتها المعنية في الفنون والترفيه، والتي ستكون مكاناً لإقامة الأحداث والفعاليات واستضافة الفنانين العالميين، وفقاً لوكالة الأنباء السعودية. من المخطط أن توفر "أوتامو" المطلة على ساحل خليج العقبة، مكاناً للفعاليات والحفلات الموسيقية والمعارض والأنشطة الفنية.

### العلوم التقنية والرقمية
من خلال الاعتماد على سياسة المصدر المفتوح، لكي يتسنى للعلماء تحليل البيانات وتحقيق الابتكارات.

### السياحة
حيث تضم الوجهات الطبيعية والطقس المعتدل والجبال الشاهقة والصحراء الممتدة. وأعلنت "نيوم" في 15 نوفمبر عن إطلاق وجهتها السياحية الجديدة على خليج العقبة تحت اسم "إيبكون"، وتضم فندقاً فائق الفخامة ومنتجعاً، يحتويان على 41 شقة سياحية فائقة الفخامة، ومساكن فاخرة تشمل 14 جناحاً وشقة، إضافة إلى 120 غرفة و45 فيلا سكنية مطلّة على الشاطئ.
وفي 29 نوفمبر 2023 أعلن مجلس إدارة نيوم عن "سيرانا"، الوجهة السياحية الجديدة على ساحل خليج العقبة، والتي توفر بيئة مثالية للحياة الفاخرة على الشواطئ، وتجسد التزام نيوم بمبادئ الاستدامة والحفاظ على الطبيعة. وذكرت نيوم في بيان، أن "سيرانا" ستضم فندقاً مكوناً من 65 غرفة، بالإضافة إلى 35 وحدة سكنية تتمتع بمزايا حصرية.
كما أعلنت "نيوم" في 27 ديسمبر 2023 عن "نورلانا" وجهتها الجديدة للاستجمام وتجديد الصحة، الوجهة الجديدة تضم 711 عقاراً سكنياً يشمل قصوراً فاخرة وشققاً وفيلات شاطئية حيث يستوعب 3000 ساكن ستوفر لهم معيشة استثنائية مجهزة بأحدث التقنيات، ما يضع معياراً للحياة الصحية المستدامة. وتتميز "نورلانا" بمرسى فائق التطور، يضم 120 رصيفاً، وهو ما سيجعل الوجهة مركزاً عالمياً لليخوت الفاخرة، هذا بالإضافة إلى خدمات التاكسي المائي التي ستكون متاحة للسكان والزوار.
وفي 25 يناير 2024 أعلنت نيوم عن إطلاق "زاردون" المنتجع الطبيعي للاسترخاء الذي سيسهم في ترميم البيئة المحيطة به وإعادة الحياة إليها، وبما يدعم جهود نيوم لتطوير السياحة البيئية الفاخرة في المملكة. ويُطل منتجع "زاردون" الطبيعي على المياه الفيروزية لـخليج العقبة، وسيضم 4 مبان مميزة وفائقة الفخامة وستمتد الوجهة الجديدة من الجبال إلى الشاطئ على مساحة 4 كيلومترات مربعة.
وفي 6 مارس 2024 أعلن مجلس إدارة نيوم عن إطلاق مشروع "قيدوري"، وهو وجهة ساحلية مخصصة لمجتمع رياضة الغولف، وتقع وسط التلال الساحلية الخلابة الممتدة على خليج العقبة.
أعلن مجلس إدارة نيوم في 20 مارس 2024م عن وجهة "تريام" السياحية حيث تلتقي الطبيعة الصحراوية مع واحدة من أجمل البحيرات الفيروزية بخليج العقبة، وتحتوي على منتجع يضم 250 غرفة ويوفر للضيوف مرافق وتجارب استثنائية للاسترخاء والاستمتاع بالمناطق الطبيعية.

## شركات تابعة

### شركة نيوم للطاقة والمياه
تعد شركة نيوم للطاقة والمياه (إينووا) إحدى شركات نيوم والتي أطلقتها في 21 مارس 2022، وتهدف من خلالها إلى التأكيد على أن جميع مرافق الشركة ومناحي الحياة في نيوم مدعومة بالطاقة المتجددة بنسبة 100%، وتقوم «إنوا» ENOWA بتمثيل نيوم لإنشاء أكبر مصنع في العالم لإنتاج الهيدروجين الأخضر في المشروع الاستثماري المشترك مع شركتي إير برودكتس آند كيميكالز وأكوا باور. وفي ديسمبر 2023 دخلت شركة الكيماويات العالمية "سولفاي" (Solvay) في شراكة مع "إينووا" (Enowa)، شركة الطاقة والمياه التابعة لـ"نيوم" السعودية، لإنشاء أول منشأة لإنتاج رماد الصودا المحايد للكربون في العالم في مدينة "نيوم".
شركة نيوم التقنية الرقمية القابضة.

## الرؤساء التنفيذيون[63]
| الاسم           | من             | إلى            |
| --------------- | -------------- | -------------- |
| كلاوس كلاينفيلد | 24 أكتوبر 2017 | 1 أغسطس 2018   |
| نظمي النصر      | 1 أغسطس 2018   | 12 نوفمبر 2024 |
| أيمن المديفر    | 12 نوفمبر 2024 | الوقت الحالي   |

## مجلس نيوم الاستشاري
| الاسم         | المنصب                        |
| ------------- | ----------------------------- |
| أرادانا كوالا | المدير التنفيذي لقطاع السياحة |

## قرية نيوم الإعلامية
في 14 سبتمبر 2022، أعلنت نيوم عن الافتتاح الرسمي لقرية نيوم الإعلامية واستوديوهات بَجْدَة الصحراوية، اللتين تحتويان على أكبر الاستوديوهات الصوتية ومرافق دعم إنتاج الأفلام في السعودية.
وشهدت قرية نيوم الإعلامية واستوديوهات بجدة الصحراوية، تشغيل 3 استوديوهات صوتية، استوديو صوتي نموذجي بمساحة 2,400 متر مربع متاح للإنتاج في قرية نيوم، فيما تضم بَجْدَة الصحراوية استوديوهين صوتيين على شكل قبة، تبلغ مساحتهما 3,000 متر مربع، وتم تشغيلهما فعليًّا، وقدمت الثلاث استديوهات في فترة التشغيل التجريبي خلال الأشهر الـ18 الماضية دعمًا لنحو 25 إنتاجًا تلفزيونيًّا وسينمائيًّا، وفي الربع الأول من 2023 ستجهز 7 استوديوهات صوتية جديدة 3 في قرية نيوم الإعلامية و4 في بَجْدَة الصحراوية.

## تنمية الغطاء النباتي
في يونيو عام 2022م أطلقت نيوم بالتعاون مع المركز الوطني لتنمية الغطاء النباتي ومكافحة التصحر «مبادرة تنمية الغطاء النباتي»، وذلك بزراعة 100 مليون شجرة محلية متنوعة وإعادة تأهيل 1.5 مليون هكتار من الأراضي والمحميات الطبيعية وإصلاح موائل الحياة البرية في نيوم. تهدف المبادرة إلى حماية الغطاء النباتي وتنميته واستدامته وفق رؤية المملكة 2030 من خلال إعادة تأهيل المواقع المتضررة بيئيًا وتحقيق الإدارة المستدامة في المراعي والمتنزهات الوطنية، إلى جانب دعم مبادرتي «السعودية الخضراء» و«الشرق الأوسط الأخضر».

## وصلات خارجية:
- الموقع الرسمي
- الحوار الكامل للأمير محمد بن سلمان عن نيوم على اليوتيوب.
- المجلس التأسيسي لنيوم يوجه بالبدء في تطوير خليج نيوم.